# Attentat du 16 avril 2016 à Essen
L'attentat du 16 avril 2016 à Essen est une attaque à la bombe perpétrée contre la maison de prière de la communauté sikh, la Gurdwara Nanaksar à Essen en Allemagne, faisant trois blessés. L'attaque a été commise par deux adolescents, qui, avec un complice également mineur, ont été condamnés à de longues peines de prison par le tribunal régional d'Essen.

## Déroulement des faits
Vers 19 h, le samedi 16 avril 2016, un engin explosif a été lancé sur la maison de la communauté sikh à Essen pendant une fête de mariage. Trois personnes ont été blessées par l'explosion.
Deux hommes ont été soignés pour des blessures légères, tandis que le prêtre a subi des blessures graves. Plus de 100 membres des invités étaient encore dans le bâtiment au moment de l'attaque, la plupart dans d'autres pièces, et les autres participants se trouvaient déjà dans une salle de fête proche. En raison de cette situation, il y a eu relativement peu de blessés. Le principal responsable de l'attaque, Yusuf T., a affirmé avoir rejeté l'idée initiale de son complice, qui consistait à faire exploser la bombe à la gare centrale d'Essen, car cela aurait pu entraîner trop de victimes innocentes musulmanes. Ils ont donc pris les transports en commun pour se rendre au centre commercial Limbecker Platz. Yusuf T. portait l'extincteur modifié avec des explosifs dans un sac à dos noir. Les "magasins capitalistes et les foules" leur semblaient être une cible parfaite, c'est pourquoi ils ont envisagé de placer la bombe près d'un ascenseur. Cependant, comme il y avait aussi beaucoup de musulmans dans cette zone, ils quittent le centre commercial et se sont dirigés vers leur destination finale, la maison de la communauté sikh à Essen.

## Auteurs
La commission d'enquête de la police a été renforcée avec plus de 20 membres. La police a qualifié l'attaque de « acte terroriste ».
Les enquêtes se sont concentrées à partir du 20 avril 2016 sur deux adolescents issus de la scène salafiste de Rhénanie-du-Nord-Westphalie. Le principal suspect, Yussuf T. de Gelsenkirchen, s'est rendu à la police tard dans la soirée du 20 avril. Il a donné le nom de son présumé complice. Une unité d'élite a arrêté le deuxième suspect, Mohammed B., le 21 avril 2016 dans sa maison familiale à Essen.
Lors de l'analyse des données, la police aurait trouvé des indices selon lesquels Yussuf T. sympathisait avec l'« État islamique ». Il aurait eu des liens étroits avec la brigade islamiste Lohberger de Dinslaken. Il aurait également organisé des distributions de Corans lors de campagnes de diffusion en Allemagne.
Un troisième adolescent a été brièvement placé en garde à vue. Les enquêteurs estiment que les adolescents n'avaient pas planifié l'attaque seuls. Deux des trois individus étaient connus des services de renseignement de Rhénanie-du-Nord-Westphalie et avaient été signalés comme des extrémistes par le passé.
Le tribunal régional d'Essen a condamné les deux auteurs de l'attentat en mars 2017 à des peines de réclusion pour mineurs de sept ans et six ans et neuf mois pour tentative de meurtre et blessures corporelles dangereuses, et leur complice à une peine de six ans pour complot en vue de commettre un meurtre. La défense a annoncé son intention de faire appel,.

## Conséquences
Malgré l'attaque, la communauté a maintenu sa procession de Nagar Kirtan, prévue de longue date, à travers le centre-ville d'Essen le 23 avril 2016. Cependant, en étroite concertation avec la police et la ville, la décision a été prise de modifier le lieu de destination de la procession. Environ mille participants ont pris part à la procession.